# Alberto Jiménez Merino
Francisco Alberto Jiménez Merino (Tecomatlán, Puebla; 25 de septiembre de 1959) es un ingeniero y político mexicano, delegado de la Secretaría de Agricultura, Ganadería, Desarrollo Rural, Pesca y Alimentación en el Estado de Puebla, desde el 1 de febrero del 2013. También fue diputado federal en la LIX Legislatura por Distrito XIII, de 2003 a 2005 y posteriormente fue diputado federal en la LIX Legislatura
por Distrito XIV, de 2009 a 2012.
Fue director fundador del Centro Internacional de Agricultura Tropical y Seguridad Alimentaria. y Secretario de Seguridad Alimentaria de la Confederación Nacional Campesina.

## Trayectoria Laboral
Estudió ingeniería agrónoma en la Universidad Autónoma Chapingo, graduándose en 1982, fue profesor–Investigador, Director del Departamento de Zootecnia, Director General Académico y Rector de la Universidad Autónoma Chapingo.
Se inició como profesor e investigador de la Universidad Autónoma Chapingo en 1982 y en 1985 se le concede la jefatura del Departamento de Empresas Agropecuarias, posteriormente fue nombrado Director del Departamento de Zootecnia de 1988 hasta 1990, para después fungir como director general Académico en 1990. La labor que realizó en la Universidad Autónoma Chapingo lo llevó a ser nombrado Rector Interino, cargo que ocupó en 1990, sin embargo el siguiente año fue llamado como Subdelegado de Desarrollo Rural del Departamento del Distrito Federal, en Tláhuac, cargo que ocupó hasta 1994 y nuevamente de 1996 a 1997, a su vez, en 1993, se desenvolvió como Consultor de la ¨Organización de las Naciones Unidas para la Agricultura y la Alimentación (FAO) en la Oficina Regional para América Latina. Dos años después fue nombrado Director Agropecuario del Departamento del Distrito Federal en Xochimilco y posteriormente, en 1999, ocupó el cargo de Delegado Regional de la Secretaría de la Reforma Agraria en el estado de Puebla, Tlaxcala y Distrito Federal hasta el año 2000, que fue nombrado Secretario de Desarrollo Rural del Estado de Puebla, secretaría que ocupó hasta el año 2002 y nuevamente del 2005 hasta el 2008. Su trayectoria y experiencia en el campo agropecuario lo definió como Director Ejecutivo de Atención a Productores, Organizaciones y Empresas en la Financiera Rural por la SHCP en el año 2014. Es Delegado Federal de la Secretaría de Agricultura, Ganadería, Desarrollo Rural, Pesca y Alimentación en el estado de Puebla desde febrero de 2013.

## Trayectoria Política
Desde 1978 se afilió como militante del Partido Revolucionario Institucional, de la Confederación Nacional Campesina y de la Confederación Nacional Agronómica. En el 2001, buscó la Presidencia de la Liga de Comunidades Agrarias y Sindicatos Campesinos de la Confederación Nacional Campesina en el Estado de Puebla, período durante el cual es elegido como diputado Federal en la LIX Legislatura Distrito XIII Acatlán de Osorio del 2003 hasta el año 2005. Posteriormente, del 2009 al 2012, ejerció en la LXI Legislatura Distrito XIV Izúcar de Matamoros, Puebla. En el 2003 fue nombrado coordinador de la Diputación Federal del Partido Revolucionario Institucional del Estado de Puebla hasta el 2005 y coordinador de la Diputación Federal de la Confederación Nacional Campesina en la LXI Legislatura de 2009 a 2011. Su labor en la cámara de diputados le dio el nombramiento de  Vicecoordinador de Gestión Social del Grupo Parlamentario del Partido Revolucionario Institucional, cargo que ocupó del 2011 al 2012. Es integrante de las Comisiones de Recursos Hidráulicos, Desarrollo Rural, Agricultura y Ganadería, Calidad Educativa, Cambio Climático y del Centro de Estudios para el Desarrollo Rural, Secretario de Seguridad Alimentaria de la Confederación Nacional Campesina desde 2011, así como Presidente de la Fundación Científica y Cultural Isidro Fabela, filial Puebla.

## Libros Publicados

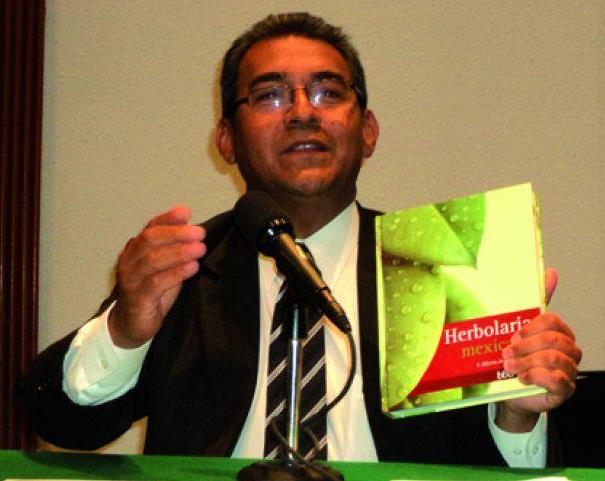
Ing. Alberto Jiménez Merino en la presentación de su libro Herbolaria Mexicana

Ha escrito más de 250 artículos científico - técnicos y publicado 15 libros, destacando el campo en Puebla tales como:
- El cultivo del pasto Buffel Cenchrus ciliaris L. y llanero Andropogon gayanus Kunth. Secretaría de la Reforma Agraria y Centro para la Producción de semillas forrajeras tropicales de la Mixteca Poblana, Tehuitzingo, Pue. (1991) 80 págs.

- Conservación del forraje para la alimentación del ganado (1988). Dirección de Difusión Cultural, Universidad Autónoma Chapingo, Serie Apoyos Académicos, n.º 6; 94 págs. .[4]

- La producción de forrajes en México. (1989) Departamento de Zootecnia, Universidad Autónoma Chapingo – Banco de México/FIRA, primera edición en español, Chapingo, Méx. 100 págs.

- Semillas forrajeras para siembra; análisis de su calidad, estándares y densidades. (1990) Departamento de Zootecnia, Universidad Autónoma Chapingo, 88 Págs.

- El Campo en Puebla. (2004) Gobierno del Estado de Puebla.

- Agua para el desarrollo económico y social. (2005) 4.ª Edición. 500 págs.

- Oportunidades de inversión en el Campo Poblano. (2013) SAGARPA.

- Opciones alimenticias del Estado de Puebla, (2006) SDR – Gobierno del Estado. 2.ª Edición.

- Propuesta del sector agropecuario al sector educativo para el desarrollo rural de Puebla (2007) SDR – Gobierno del Estado.

- Cadenas productivas, agropecuarias y acuícolas del estado de Puebla (2008) SDR – Gobierno del Estado.

- Herbolaria Mexicana. (2013) Segunda Edición Mundi Prensa - Colegio de Postgraduados. México 2013.[5]

- Puebla, un modelo de atención al Campo. (2010) Gobierno del Estado del Puebla. Secretaría de Desarrollo Rural.

- Guías Básicas de Asistencia Técnica Alimentaria y Nutricional. (2014) SAGARPA.

- Manual; Agua y Seguridad Alimentaria. (2014) SAGARPA.

## Reconocimientos Recibidos
Formado y graduado en la Universidad Autónoma Chapingo, es reconocido por la excelencia a las actividades académicas al frente de la institución . y el 25 de enero de 1991 se le otorgó el Reconocimiento del H. Congreso Local del Estado de Puebla. El 8 de marzo de 1992, la Dirección de la Estación y el Buró Sindical le otorgó un Reconocimiento por aportaciones al desarrollo de la Estación experimental de pastos y forrajes “Indio Hatuey” Matanzas, Cuba. El 28 de noviembre de 1996 obtiene el Reconocimiento del Comité Central de Productores del Programa "BORDOS, PASTOS Y GANADO" por la labor de investigación al servicio el desarrollo agropecuario de la Mixteca Poblana. Más tarde la Universidad Autónoma Chapingo lo reconoció por contribuciones a la investigación de forrajes y semillas forrajeras, así como por la Dirección de tesis para la titulación de 104 pasantes de Ingenieros Agrónomos el 18 de febrero de 1998. El 30 de junio del 2007 la Confederación Nacional Agronómica al Desarrollo profesional le otorgó Distinción Honorífica por sus contribuciones a la capacitación de productores y formación de profesionistas, en Nuevo Vallarta, México y en este mismo año recibe el Reconocimiento al Agrónomo Distinguido , entregado por el Colegio de Postgraduados y la Confederación Estatal Agronomica en la Cd. de Puebla. Recibió la "Presea Forjadores de Puebla 2013", por contribuciones al Desarrollo de Puebla.